# Olympische Winterspiele 1956/Teilnehmer (Großbritannien)
| Gelbes Symbol für Goldmedaillen mit stilisierten Olympischen Ringen | Graues Symbol für Silbermedaillen mit stilisierten Olympischen Ringen | Braundes Symbol für Bronzemedaillen mit stilisierten Olympischen Ringen |
| ------------------------------------------------------------------- | --------------------------------------------------------------------- | ----------------------------------------------------------------------- |
| —                                                                   | —                                                                     | —                                                                       |

Das Vereinigte Königreich nahm unter dem Namen Großbritannien an den VII. Olympischen Winterspielen 1956 in der italienischen Gemeinde Cortina d’Ampezzo mit einer Delegation von 41 Athleten in fünf Disziplinen teil, davon 31 Männer und 10 Frauen. Keinem Athleten gelang ein Medaillengewinn.
Fahnenträger bei der Eröffnungsfeier war der Bobfahrer Stuart Parkinson.

## Teilnehmer nach Sportarten

### Bob
Männer, Zweier
- Clifford Schellenberg, John Rainforth (GBR-1)
11. Platz (5:43,36 min)

- Stuart Parkinson, Christopher Williams (GBR-2)
10. Platz (5:42,83 min)

Männer, Vierer
- Keith Schellenberg, Rollo Brandt, Ralph Raffles, John Rainforth (GBR-1)
12. Platz (5:22,12 min)

- Stuart Parkinson, John Read, Christopher Williams, Rodney Mann (GBR-2)
17. Platz (5:23,73 min)

### Eiskunstlauf
Männer
- Michael Booker
6. Platz (154,26)

Frauen
- Erica Batchelor
11. Platz (149,67)

- Dianne Peach
14. Platz (144,75)

- Yvonne Sugden
4. Platz (156,62)

Paare
- Patricia Krau & Rodney Ward
11. Platz (9,86)

- Joyce Coates & Anthony Holles
10. Platz (10,00)

### Eisschnelllauf
Männer
- Alex Connell
500 m: 44. Platz (45,2 s)
1500 m: 50. Platz (2:23,0 min)
5000 m: 42. Platz (8:42,5 min)

- Johnny Cronshey
500 m: 21. Platz (42,9 s)
1500 m: 19. Platz (2:15,0 min)
5000 m: 15. Platz (8:10,1 min)
10.000 m: 11. Platz (17:05,6 min)

- John Hearn
500 m: 45. Platz (45,9 s)
1500 m: 33. Platz (2:17,5 min)
5000 m: 26. Platz (8:21,4 min)
10.000 m: 20. Platz (17:27,6 min)

### Ski Alpin
Männer
- Robin Brock-Hollinshead
Abfahrt: disqualifiziert

- Nigel Gardner
Abfahrt: 34. Platz (4:00,7 min)
Riesenslalom: 58. Platz (3:51,8 min)

- Charlach Mackintosh
Abfahrt: 30. Platz (3:41,4 min)

- Douglas Mackintosh
Abfahrt: disqualifiziert

- Noel Harrison
Riesenslalom: 64. Platz (4:00,1 min)
Slalom: 47. Platz (4:50,7 min)

- Robin Hooper
Riesenslalom: 66. Platz (4:02,2 min)
Slalom: 50. Platz (5:02,8 min)

- Sandy Whitelaw
Riesenslalom: 56. Platz (3:49,4 min)
Slalom: disqualifiziert

- Peter Seilern
Slalom: 48. Platz (4:54,7 min)

- Peter Torrens
Slalom: disqualifiziert

Frauen
- Renate Holmes
Abfahrt: 41. Platz (2:05,0 min)
Riesenslalom: 38. Platz (2:19,0 min)
Slalom: 34. Platz (2:55,9 min)

- Zandra Nowell
Abfahrt: 35. Platz (1:59,0 min)
Slalom: 25. Platz (2:25,8 min)

- Jeanne Sandford
Abfahrt: 43. Platz (2:15,1 min)
Riesenslalom: disqualifiziert

- Adeline Pryor
Riesenslalom: 21. Platz (2:03,1 min)
Slalom: nicht zum 2. Lauf angetreten

- Jocelyn Wardrop-Moore
Riesenslalom: 42. Platz (2:39,8 min)
Slalom: 35. Platz (3:20,4 min)

### Skilanglauf
Männer
- Aubrey Fielder
15 km: 60. Platz (59:59 min)
4 × 10 km Staffel: 14. Platz (2:38:44 h)

- Maurice Gover
15 km: 56. Platz (58:58 min)
4 × 10 km Staffel: 14. Platz (2:38:44 h)

- John Moore
15 km: 58. Platz (59:31 min)
30 km: 47. Platz (2:08:58 h)

- Andrew Morgan
15 km: 57. Platz (59:27 min)
30 km: 45. Platz (2:03:55 h)
4 × 10 km Staffel: 14. Platz (2:38:44 h)

- Thomas Cairney
30 km: 51. Platz (2:13:41 h)
50 km: 28. Platz (3:44:54 h)

- James Spencer
30 km: 49. Platz (2:10:32 h)
4 × 10 km Staffel: 14. Platz (2:38:44 h)

- Richard Aylmer
50 km: 30. Platz (4:11:40 h)

- Toby Graham
50 km: 29. Platz (3:48:17 h)